# Danny Demonstreert
Danny Demonstreert is een Nederlandse documentaireserie van Danny Ghosen waarin hij in iedere aflevering een andere radicale protestbewegingen onderzoekt. Hierbij loopt hij mee met hun demonstraties. De eerste van vier afleveringen werd uitgezonden op 30 november 2017. De internationaal opgezette documentaire werd opgenomen in Nederland, Duitsland, Engeland en Amerika, waarbij Ghosen meeloopt met zowel linkse als rechtse groeperingen. Volgens eigen zeggen was hij niet altijd even welkom om mee te demonstreren, maar vindt hij dat hij als journalist moet laten zien hoe meelijwekkend en kortzichtig sommige mensen zijn.

## Eerste aflevering
In de eerste aflevering loopt Danny mee met Jayda Fransen van de rechtse anti-islamgroep Britain First.

## Afleveringen
1. Britain First
2. Identitaire beweging[4]
3. Freedom Fighters[3]
4. Animal Rights[3]